# Râul Rogozul
Râul Rogozul este un râu din România, afluent al râului Neajlovel, în care se varsă în apropiere de localitatea Cireșu, Județul Argeș. 